# Mike Duxbury
Michael „Mike“ Duxbury (* 1. September 1959 in Accrington, Lancashire) ist ein ehemaliger englischer Fußballspieler.

## Karriere

### Vereinskarriere
Duxbury begann seine Karriere als linker Verteidiger bei FC Everton. Im Jahr 1975 wurde er von Manchester United verpflichtet. Sein Debüt machte er am 23. August 1980, wo er für Kevin Moran gegen Birmingham City eingewechselt wurde. Während dieser Zeit spielte er meistens auf der Position des Innenverteidigers. Im Jahr 1983 gewann er mit Manchester United zum ersten Mal den FA Cup, indem sie sich in den beiden Finalspielen gegen Brighton & Hove Albion durchsetzten. Im Jahr 1985 gewann er zum zweiten Mal den FA Cup, als sich die „Red Devils“ gegen FC Everton durchsetzen konnten. Nach dem dritten FA-Cup-Sieg 1990 gegen Crystal Palace wechselte Duxbury zum Saisonende wegen zu wenig Einsatzzeiten ablösefrei zu den Blackburn Rovers.
Seine anschließende Station hieß Bradford City. Im Jahr 1994 wechselte er nach China zu Golden, bevor er 1996 nach England zurückkehrte und zu Accrington Stanley wechselte, um kurz darauf seine Karriere beenden.

### Nationalmannschaft
Für die Englische U-21-Nationalmannschaft absolvierte er zwischen 1980 und 1982 sieben Länderspiele, wobei er ein Tor erzielen konnte. Für die A-Mannschaft von England absolvierte er zwischen 1982 und 1984 zehn Spiele.

## Erfolge/Titel

### Verein
- FA Cup: 1983, 1985, 1990

## Privatleben
Nach seinem Karriereende arbeitete er als Trainer bei Schulfußballprogrammen von Manchester United und Blackburn Rovers in Hongkong und Dubai mit. Außerdem war er als Sportlehrer auf der Bolton School in Bolton aktiv.